# 2022年南西·裴洛西訪問台灣的反應與影響
本條目收錄2022年南西·裴洛西訪問台灣後的各方反應及影響。

## 相关事件

### 楊智淵被捕
8月3日，台灣民族黨副主席楊智淵在浙江温州被捕，被控從事台獨分裂活動。陸委會对此表示嚴正抗議。
8月4日，中共中央台办（国台办）发言人马晓光表示，楊智淵案是有关部门以涉嫌分裂国家罪、煽动分裂国家罪依法追究岛内台独分子刑事责任的首例案件。目前该案正在办理中，办案部门依法保障犯罪嫌疑人各项合法权利，表示陸委會的抗议挽救不了台独分子被依法惩处的命运。陸委會对此回应表示，完全感受不到對當事人司法人權的照顧，國人赴陸要有風險評估。
行政院發言人羅秉成指出，目前為止法務部與陸委會尚未獲得通報拘捕楊智淵的事實與資料，呼籲不要濫捕、濫權。
8月4日，温州市国家安全局对楊智淵“變更刑事強制措施”，由拘傳轉為指定居所監視居住。8月5日，大陸方面已依法通知其家屬，強調溫州市國家安全局將根據相關法律規定依法開展偵查。18日，陸委會表示，家屬雖曾接獲自稱大陸國安部門人士的電話，但對方拒絕透露楊智淵目前關押地點。

### 金融
8月1日，裴洛西抵达台湾前，中國大陆A股中的軍工概念股被大力追捧，多支股票漲幅超過10%，最高漲幅甚至超過20%。
8月2日，臺灣加權指數開盤一度下跌逾300點，終場指數下跌234.46點，跌幅1.56%，收在14,747.23點，成交值新台幣2,148.76億元。上海綜合指數下跌45點，跌幅1.3%，收在3,186.27點。美股、欧股及全球半導體產業股價也受到影响出现下跌。
8月3日，臺灣加權指數維持平盤震盪，終場上漲29.79點。臺北及元太外匯市場新台幣兌美元匯率以30.02元開盤，最低來到30.026元，終場以29.99元作收，升0.6分，外匯市場總成交金額13.39億美元。
8月3日，上海綜合指數下跌22.59點，收在3,163.67點。其他股票指数也出现跌势。截至3日当天中午，中國大陆超過10支軍工概念股漲停。
金管會證期局局长张子敏表示：「金管会将密切注意金融市场变化，中国大陆军事演习短期对投资人信心可能造成部分影响，但中长期仍将回归基本面，金管会将紧盯总体经济、台股表现、外资资金汇出入动向对台股影响，必要时采取相关稳定措施。」台湾证券交易所通过新闻稿指出：「将持续密切关注国际局势对市场的影响，若股市发生非理性下跌情事，必要时将配合主管机关政策，采取相关稳定措施。」中華民國中央銀行外汇局局长蔡炯民于8月5日在记者会上就台海擦枪走火导致外资恐慌性汇出背景下如何维持汇市稳定问题回答道，如同央行总裁杨金龙日前表态“没有问题”，外汇存底非常充裕，各方面流动性足够，且台湾经常账户长期呈现顺差。

### 虛假消息
裴洛西抵达台湾前，网络中就流傳影片和截圖，指裴洛西包機已降落松山機場，后被证实为假。
裴洛西訪台後，微信中開始传播「解放軍軍機擊落台灣伴飛戰機」的消息，中華民國國防部稱其為不實消息。
8月4日，陸委會表示，網路社群流傳央視宣布要撤離在台陸人的消息，經查為假消息，請勿散布。警政署署長黃明昭在8月5日上午举行的记者会上指出，该消息由一中国大陆女子发布，经一对屏东的刘姓兄弟从LINE群组转发。
8月5日，批踢踢出現「政府花費9400萬元找公關遊說美國聯邦眾議長裴洛西訪台」文章。一張姓男子報案，稱帳號被人盜用。8月6日，批踢踢又有一篇「裴洛西來台，中國宣布制裁，使台灣文旦嚴重滯銷，家中種植文旦都是銷往中國，因裴洛西而斷了中國銷路，嚴重影響家庭生計。」文章。發文帳號已7年未使用，帳號擁有者證實帳號被盜，已請家人報警。
8月7日，針對大陸網站刊登“民進黨政府將把9萬件國立故宮博物院文物轉移到美國、日本以尋求保護”的消息，故宮當晚以新聞稿駁斥，並指出網傳消息“絕無此事”，請民眾勿聽信及散播假消息。國立故宮博物院前院長馮明珠表示，假如發生戰爭，國立故宮博物院文物留在原地最安全，原有的庫房就很安全，這是所有退休人一致的想法。

### 微博崩潰
8月2日晚22时许，微博因流量过大出现崩溃，导致只能间歇性浏览。但也有人指微博疑封锁中国大陆IP。新浪微博称是由于自动扩容系统故障，北京永丰等地机房的宽带容量超限所致。

### 其他
8月2日，廈門航空發布“受福建地區流量控制影響”的航班調整通知，引发两岸网民关注，华尔街日报认为與裴洛西訪台沒有太大關係。解放軍在南海、渤海等多地开展的軍事訓練亦受到关注。
宁德时代宣布暂缓发布北美设厂计划，根据彭博社报道，由于地缘政治风险升高，考虑到当前中美关系敏感，在佩洛西访台期间公布设厂计划恐加剧紧张局势。

## 反應

### 美国
7月19日，白宫称如果裴洛西在亞洲之行期間訪問台灣，中華人民共和國和美國沒有理由“動手打起來”。
7月20日，总统拜登表示，美国军方官员相信，佩洛西此刻访问台湾“不是一个好主意”。国会共和党人批评拜登的言论实际上让北京决定谁能访问台湾。
包括国家安全顾问苏利文在内的多名政府官员对佩洛西的出访表达了担忧，并就如何劝阻议长不要前往台湾提出建议，甚至派一些官员直接与佩洛西交谈。美国总统拜登于2022年7月28日与习近平进行了两个多小时的通话，拜登在电话会议中「非常明确」地表示，美国国会是一个独立部门，出访行程是由佩洛西自己做出决定的。
1997年曾以眾院議長身分率團訪臺的金瑞契表示對北京膽怯才會招致危險。7月剛訪臺拜會中华民国總統蔡英文的前國防部長艾斯培也表示「我才剛從臺北回來，應該有更多美國官員訪臺，以形塑美國在這個區域的政策。如果議長想去臺灣，就應該讓她去。」
與裴洛西曾同為眾議院議員、3月剛訪臺拜會蔡英文總統的前國務卿龐培歐支持她說「我跟你一起去，我雖然被中國封殺，但不包含熱愛自由的臺灣，屆時那裡見！」並強調「這是兩個主權國家之間的事：美國與臺灣。」
7月29日，國家安全委員會戰略溝通協調官柯比表示，未觀察到北京有任何對台灣不利的具體、明確跡象，並稱已經看到中方關於裴洛西可能出訪的好戰言論，「沒有必要這樣做」，美方政策沒有改變。川普稱裴洛西访台只會讓事情變得更糟。
8月1日，国务卿布林肯到联合国纽约总部出席《不扩散核武器条约》缔约国第十次审议大会开幕式，他在之后举行的媒体见面会上表示佩洛西将自行决定是否访问台湾，稱“国会是一个独立的、平等的权力部门，这完全是议长自己的决定。因此，如果议长真的决定访台，而中国试图制造某种危机或以其他方式加剧紧张局势，责任完全在北京一方。我们希望在佩洛西决定访问的情况下，中方应采取负责任的行动，而不要让事态进一步升级。”
8月2日，金里奇表示，若北京在裴洛西抵達台灣時攻擊，美國及印太盟國會毫不猶豫地反擊重創。白宫国家安全顾问沙利文表示，国会议员访台没甚么不寻常之处。如果北京试图利用它作为对台湾采取侵略行动的借口，那他们将是升级事態的一方。
8月2日，裴洛西抵達台灣后，参议院少數黨領袖麥康諾等26名共和黨員發出聯合聲明，支持裴洛西訪台，強調此行已有前例，且符合美國「一中」政策。柯比也重申，称裴洛西此行完全符合美方以台灣關係法、美中三公報與六項保證為指引的一中政策，美方反對任何一方片面改變現狀，期望以和平方式解決兩岸分歧。佩洛西在抵达台湾后也发表声明，认为此次访台是“符合臺灣關係法、中美三个联合公报和‘六項保證’的”。
参议院外交委員會美東時間3日將討論兩黨支持的「台灣政策法」，以直接回應北京的恫嚇言論。台灣政策法未來4年將在安全協助方面提供近45億美元來強化台灣防禦能力，並為台北政府和民間社會提供其他支持。此法也將把台灣列為「主要非北大西洋公約組織盟國」，為更多安全保障與貿易優惠開啟大門。温哥华市长史都華赞扬佩洛西不畏威胁勇敢访台，并表示自己也计划出访台湾。
8月4日，柯比表示，北京對裴洛西访台反应过度，以裴洛西访台為藉口在台湾海峡内部和周边增加挑衅性军事活动。他还表示，为了缓解紧张局势，美国已经推迟了计划已久的空军民兵3洲际弹道导弹的试射。
8月5日，前總統特朗普在造勢活動上嘲諷裴洛西，認為裴洛西訪台給了北京實現兩岸統一的好藉口。
8月6日，布林肯表示，北京不应该拿气候变化危机这样至关重要的全球事务当雙方关系的“抵押品”。他特别表示，美中在气候变化问题上的合作非常重要，而暂停这方面的商谈“不是惩罚美国，而是惩罚全世界”。白宫国家药品政策顾问古普塔发表声明称，北京停止与美国的缉毒合作是“不可接受”的。
8月12日，国家安全委员会印太事务协调员坎贝尔表示，中国反应过度，其行动继续具有挑衅性，並且破壞地區穩定。

### 中華民國（臺灣）
立法院院長游錫堃於4月7日即表示裴洛西若能訪台，具有重大意義，他以立法院院長身分表示相當歡迎。2022年6月下旬，赴華盛頓的立法委員林昶佐親邀共同出席第八屆世界國會議員西藏大會的裴洛西議長完成原訂於4月的訪問臺灣之行。行政院院長蘇貞昌於7月27日表示非常感謝裴洛西長年以來對臺灣非常支持與友善，對於任何國外友好貴賓訪臺都非常歡迎，政府都會做最好的安排。有國安事務人士認為，北京之所以極力阻止裴洛西訪台并頻頻恫嚇友台國家與親台政治人物，是因为若要鞏固其民心和政權正當性，必須不斷地煽動民族主義以加強人民的國族認同，尤其在美中貿易戰後，中國大陆經濟成長疲弱，只能加強仇視美日的宣傳。駐法國代表吳志中在法国时间2日傍晚接受欧洲第一电台專訪時稱「奮戰仍未結束，台灣仍被联合国與世界卫生组织排除在外，台灣成為一個正常國家的抗戰仍在繼續。裴洛西離境後，還有後果必須面對，我們須和所有民主國家一起應對中國難以預測的報復行動」。针对G7的声明，外交部強調台灣願意跟世界各國交往，其他國家不應干涉台灣跟世界各國的友好互動。
民主進步黨立法委員王定宇說美國對臺外交的基本規則就是不能讓恐嚇成為影響臺美往來或關係的因素，北京高調恐嚇已造成華府、參眾兩院，甚至五角大廈的不滿，認為任何一位美國人到任何地方，都不該由北京決定，這樣的聲浪愈來愈高。臺美間的互動方式不能任由惡棍鄰居決定。同為立法院外交及國防委員會委員的林靜儀也表示，北京對於裴洛西到友好國家參訪，卻是用軍事威脅來回應，違背民主國家的認知跟（美國與中華民國）民主國家之間的相處，讓更多民主國家認知到北京不可以用民主制度或友善方式看待，只會讓其他國家更加警戒、提防。民進黨台北市長參選人陳時中說，有朋自遠方來，不亦樂乎，呼籲台灣人要對自己的國家有信心。民進黨臺中市議會黨團透過立委莊競程聯繫，下訂100杯珍珠奶茶轉送美國訪問團。裴洛西抵达台湾后，民進黨發言人謝子涵发文称，北京應保持理性、自我克制，切勿誤判情勢。
中國國民黨主席朱立倫表示，誠摯歡迎所有對中華民國、對台灣支持的朋友來訪問；他也呼籲兩岸要對話、要交流，不要對抗、不要交惡。中國國民黨国际部副主任兼驻美副代表黄裕钧在接受美国之音采访时稱国民党“欢迎美方任何政治人物在促进美台关系的前提下造访台湾”，但也希望此一访问不至对台海产生太大影响。國民黨籍臺北市長參選人蔣萬安於臉書表示：「身為民選的立法委員，我始終肯定民主國家民選機構之間的交流。美國眾議院裴洛西議長訪問臺灣，象徵美國與中華民國之間的穩固關係。而這樣的關係是建立在雙方長期且持續的合作基礎上。臺灣將永遠是美國在亞洲建立民主聯盟的堅實夥伴。」中國國民黨不分區立委葉毓蘭發文質疑裴洛西除了口頭上說繼續挺台灣，不能為台灣帶來什麼，認為美國連台美雙方的經濟協定BTA、自由貿易協定FTA都沒讓台灣加入，更別提幫助台灣加入區域性的經貿組織。李德維表示，希望兩岸關係和平發展，并希望政府協助中小企業及農漁民降低中国大陆相关行为的衝擊。有人指责桃園市長參選人張善政去年5月发表親北京言論，張善政今晚澄清指出，民進黨每到選舉就抹紅對手，代表民進黨心中著急。
台灣民眾黨於臉書表示：「台灣是世界的台灣，每個跨入世界的機遇都彌足珍貴，我們誠摯歡迎裴洛西及眾議院代表團訪台，此行必能更加了解台灣在印太地區扮演的關鍵角色，以及台灣民眾捍衛自由、民主與人權的決心，相信能為台美關係促成更實質的進展。」，並表示“樂見外交上的重大突破，任何一個國家的國民、官員，只要合法，都有權到其他國家旅遊訪問，我們歡迎與台灣同行的友人，共同促成泛太平洋的和平願景”，然亦表示“美中對抗格局是既成事實，台灣夾在兩強之間，須保持自己的主體性，和美日交好的同時，也不必與中國交惡，應當左右逢源，而不是左右為難，更要與中國及美國保持暢通的聯絡管道，才不至於擦槍走火”。
時代力量立法院黨團總召集人邱顯智指出，台湾人民竭诚欢迎佩洛西访台，他在会中提到台湾与中国大陆不同之处，例如“台湾律师可以参选进入国会，中国的维权律师处境却很困难”等；他表示，希望未来立法院长游锡堃能够带领跨党派立委到美国国会进行正式访问，也希望总统蔡英文到美国做国是访问。

### 中华人民共和国（中國大陸）

#### 前期警告
4月7日，外交部发言人赵立坚在记者会上称，“中方对此坚决反对，已向美方提出严正交涉。”他还说，“如果美方一意孤行，中方必将采取坚决有力措施，坚定捍卫国家主权和领土完整，由此造成的一切后果必须完全由美方负责。”
7月26日，国防部發言人譚克非在例行記者會上表示，中方要求美方以實際行動履行不支持「台獨」的承諾，不得安排裴洛西訪台。如果美方一意孤行，解放軍绝不会坐视不管，必将采取强有力措施挫败任何外部势力干涉和“台独”分裂图谋，坚决捍卫国家主权和领土完整。
7月30日，外交部发言人华春莹发推特引用毛泽东语录解释“纸老虎”一词，声称“美国外表很强，实际上不可怕”，“真正强大的力量不是属于反动派，而是属于人民”，“现在美帝国主义很强，不是真的强。它政治上很弱，因为它脱离广大人民，大家都不喜欢它，美国人民也不喜欢它。”。
8月1日，赵立坚在记者会上表示，中方近来已经多次向美方表明坚决反对美國众议院议长佩洛西访台的严重关切和严正立场。「习近平主席同拜登总统通電话时强调，中国政府和中国人民在台湾问题上的立场是一以贯之的，坚决维护中国国家主权和领土完整是14亿多中国人民的坚定意志。民意不可违，玩火必自焚。」稱她如果访台，「将是对中国内政的粗暴干涉」，导致非常严重的事态和后果。中方正严阵以待，中国人民解放军绝不会坐视不管。
8月1日，中国常驻联合国代表张军就中国担任安理会8月轮值主席国举行新闻发布会时也就佩洛西可能访台明确表达了观点。他说，“这样的计划访问如果发生，肯定会破坏一个中国原则，破坏中国的主权和领土完整，破坏台湾海峡的稳定与和平，并且进一步破坏中美两国之间的关系。因此，这确实是非常严重和挑衅的行为。我们有理由反对这种行为，我们有理由捍卫中国的根本利益。”在被记者问到会如何回应时，张军表示，“当然，我们必须拭目以待。我不能告诉你细节。但我可以说的是，我们有着坚定的决心意志。我们将尽我们所能来捍卫我们的主权和领土完整。”
8月2日，华春莹主持记者会，彭博社记者提问如果佩洛西访台，中方有权采取反制措施，能否介绍反制措施的性质和规模、是否涉及军事或外交領域、是否针对台湾方面或美方時，华春莹回答：“我可以告诉你的是，美方必将为其损害中国主权安全利益承担责任，付出代价。”她还表示，國務委員兼外交部長王毅在出席東亞合作系列外長會議期間，將會見寮國、汶萊、日本、斯里蘭卡及紐西蘭等國外長，沒有會見美國國務卿布林肯的計劃。

#### 表态和抗议
8月2日晚10时许，佩洛西抵達台灣後，外交部、国防部、中共中央台办（国台办）、全国人大常委会、全国政协外事委员会發表聲明，就佩洛西訪問台灣表示坚决反对，並向美方提出强烈抗議。
8月3日，中共中央台办受权就依法惩治“台独”顽固分子发表谈话。国务委员兼外交部部长王毅发表谈话，表示佩洛西到访台湾的行为严重违背一个中国原则，恶意侵犯中国主权，公然进行政治挑衅，激起中国人民强烈愤慨。他同时表示台海和平稳定的“定海神针”是一个中国原则，中美和平共处的真正“护栏”是三个联合公报。。中共中央台办发言人马晓光表示，蔡英文当局和民进党勾连外部势力进行谋“独”挑衅，以逞一己一党之私，执意推动佩洛西窜台，挟洋自重挑衅大陆，严重破坏两岸关系和平发展，严重危害台海和平稳定，严重损害两岸同胞共同利益和中华民族根本利益。这种行为只会加速自身覆灭，把台湾推向灾难深渊。在当日的中共中央台办新闻记者会上针对记者有关台湾和美国渲染“大陆军事威胁”的言论，马晓光表示此类言论是把“台独”分裂图谋包装成所谓“坚守民主”，把捍卫国家主权和领土完整的正义之举歪曲为所谓“军事威胁”，完全是颠倒黑白、混淆视听；而针对授予佩洛西“特种大绶卿云勋章”的问题，他表示这是一场政治闹剧。同日，华春莹表示「佩洛西访问台湾的问题实质绝不是什么民主问题，而是事关中国主权和领土完整的问题」。她的行为纯属为了捞取个人政治资本，是一场彻头彻尾的非常丑陋的政治闹剧。而在这场丑陋的闹剧中，民主不过是美方惯用的廉价工具和幌子。裴洛西訪台根本無法撼動181國承認支持一中原則的大局。嘩眾取寵的是裴洛西個人，但遭殃受害的是中美關係以及地區和平穩定。华春莹还将佩洛西口中的民主比喻成“一件爬满虱子的袍子”，乍看华丽，近看不忍卒睹。同时她表示中方将實施一切必要反制措施。马晓光对岛内反对“台独”、主张统一的政党、团体和人士就佩洛西窜访台湾表达抗议表示由衷赞赏和充分肯定。马晓光还表示，佩洛西3日访问台湾“景美人权文化园区”，与所谓“人权、民运”分子见面，是佩洛西基于一贯反华、反共立场和意识形态偏见，在民进党当局配合下，上演的又一出闹剧。驻法大使卢沙野在接受法国BFM电视台采访时批佩洛西访台是“不必要的挑衅”，回應为何那么多台湾人并不希望与中国大陆统一時卢沙野称“十年前、二十年前，台湾大部分人是支持统一的，为什么现在反对呢？这是因为民进党散布了很多反华宣传。”“统一后，我们要进行一次再教育。”“再教育台湾人”的言论遭到了国际上的许多批评。秦刚在接受记者提问时对此表示，他不能代盧沙野發言，也不知道盧是在什麼樣的語境與情況下做出表態。海峽兩岸都是中國人，兩岸同屬一個中國，「我們要強化中華民族的身分認同」。秦剛推估這是盧所欲表達意思。歐洲議會安全與國防小組委員會主席洛瓦索、比利時前首相維霍夫斯達、美國國會議員反貪腐顧問馬沙羅皆對此批評中華人民共和國是「種族滅絕、再教育、勞動改造」的極權政體。
8月4日，中共中央台办发言人马晓光表示，萧美琴频繁散布谋“独”言论，卖力策动美方政界人士赴台，必将遭到历史清算。中华人民共和国国防部新闻发言人谭克非就中国人民解放军的系列军事反制行动发表谈话，他表示佩洛西访台的行为与美方不支持“台独”的承诺背道而驰，是对中方严重的政治挑衅，是对中美两国两军关系的严重破坏，是对台海和平稳定的巨大冲击和威胁。同时他表示美方和民进党当局“以台制华”注定徒劳，“挟洋自重”没有出路。中国将坚决捍卫国家主权和领土完整，绝不为任何形式的“台独”行径和外部干涉留下任何空间。中华人民共和国驻日本大使孔铉佑在东京举行专场记者会，稱妥善处理台湾问题是中日恢复邦交的前提和基础，台湾问题事关中日间基本信义，希望日方牢记历史，恪守中日四个政治文件原则和在台湾问题上所作的郑重承诺，慎重妥善处理有关问题，尤其要认清佩洛西在台湾问题上的政治图谋和严重危害，避免佩洛西访日期间出现消极事端。
8月5日晚，国务委员兼外交部部长王毅在柬埔寨金边召开的记者会上称，据中方了解，美方正在试图增强在台湾的军事部署，并强调中方发出警示，美国不要轻举妄动，不要制造更大危机。王毅还语气强烈地表示，如果孙中山先生地下有灵，他也会指着蔡英文的鼻子，说她是不肖子孙。
8月10日，王毅在與蒙古國、韓國、尼泊爾外長接觸中表示，佩洛西訪問台灣已被證實是一場徹頭徹尾的政治挑釁和政治鬧劇，此舉嚴重違反美方作出的承諾，嚴重侵犯中國的主權。針對目前還在發展的台海形勢，尤其要警惕三個危險動向：一是警惕美國不甘心失敗，糾集一些夥計拱火澆油，加大地區軍事部署，推動形勢進一步升級，圖謀製造新的更大危機；二是警惕“台獨”勢力誤判形勢，不自量力，繼續加緊內外勾連，在分裂國家和民族的道路上一意孤行，越走越遠；三是警惕一些國家的政治人物罔顧是非，跟風炒作，甚至企圖藉機效仿，進行政治表演，謀取政治私利。這將嚴重破壞與中國交往的政治基礎，嚴重衝擊《聯合國憲章》和二戰後國際體系。
8月16日，秦刚表示，是美方先在台灣問題上向中方發起挑釁，中方立場正當、合理、合法，維護領土完整、反對國家分裂合理合法、天經地義，根本不需要任何藉口。

#### 发布白皮书
8月10日，国务院新闻办公室和国务院台湾事务办公室发布《台湾问题与新时代中国统一事业》白皮书。此份白皮書除重申“和平統一、一國兩制”及不承諾放棄使用武力之外，也批評“民進黨謀獨行徑”和“美國打台灣牌”嚴重危害台海和平。整體而言，對台更趨強硬，並將台灣問題與中共中央總書記習近平“新時代”統一論述連結，為中共二十大“對台總體方略”提供依據。此外，白皮書撤除以往所做出的“統一後台灣實行高度自治，中央政府不派軍隊和行政人員駐台”的承諾，顯示出中华人民共和国一旦統一台灣可能將給予台灣更少的自治權。只要在“一個”中國的框架內，什麼問題都可以談的承諾也從最新版白皮書中消失。
8月11日，中共中央台办、国台办发言人马晓光针对《台湾问题与新时代中国统一事业》白皮书表示，台湾是包括2,300万台湾同胞在内的全体中国人民的台湾，台湾的前途繫於国家统一，只能也必须由全体中国人民共同决定。台湾是中国一部分的法理事实明明白白，民进党政府指两岸互不隶属，才是一厢情愿、罔顾事实的分裂主张，是彻头彻尾的谎言。民进党政府的倒行逆施只是螳臂当车，阻挡不了祖国必将统一的历史大势，任何歪曲事实、否定和挑战“一个中国”原则，图谋台独分裂的行径都将以失败告终。民进党政府否定不了“一国两制”是和平的、民主的、善意的、共赢的方案，相信在两岸同胞共同致力实现和平统一的过程中，“两制”台湾方案的空间和内涵将得到充分展现。

#### 外交召见和交涉
8月2日深夜，外交部副部长谢锋奉命紧急召见美国驻华大使伯恩斯，代表中華人民共和國政府就佩洛西访问台湾向美方提出严正交涉和强烈抗议。中華人民共和國駐英大使郑泽光警告英國議員勿隨美方起舞，若訪台將面臨嚴重後果。中華人民共和國外交部欧洲司司长王鲁彤表示，中方就德国外长在纽约的错误言论提出了严正交涉。
中华人民共和国驻美大使秦刚在美国东部时间8月2日下午向美国国家安全委员会和国务院提出严正交涉，表达强烈抗议。他表示佩洛西窜访台湾是美在台湾问题上消极动向的重大升级，严重违反一个中国原则和中美三个联合公报规定，严重冲击中美关系政治基础，严重侵犯中国主权和领土完整，严重破坏台海和平稳定，向“台独”分裂势力发出严重错误信号，性质极恶，危害极大。
8月3日晚间，中华人民共和国驻欧盟使团针对七国集团外长及欧盟外交与安全政策高级代表发表涉台声明回答了记者提问。声明中称“中方针对佩洛西访台采取的行动可能升高紧张局势，造成地区不稳”，呼吁“中方不要以武力单方面改变现状并通过和平方式解决两岸分歧。”对此使团表示这份声明就是“现实中万恶无耻的活生生标本”。使团强调「台湾事务纯属中国内政，是中国主权范围内的事」，「台湾的事怎麽辦，14億中国人民说了算」。
8月4日，外交部副部长谢锋奉命召见加拿大驻华使馆临时代办倪杰民，就七国集团外长和欧盟外交与安全政策高级代表发表错误涉台声明提出严正交涉和强烈抗议。同日，外交部副部长邓励就七国集团外长以及欧盟外交与安全政策高级代表发表涉台声明召见有关欧洲国家和欧盟驻华使节並提出交涉。他譴責七國集團所作的聲明歪曲事实、颠倒黑白的行径完全是肆意干涉中国内政、公然进行政治挑衅，向“台独”分裂势力发出严重错误信号，性质极其恶劣，中方对此坚决反对，就此提出严正交涉和强烈抗议。
8月5日，外交部副部長鄧勵緊急召見日本駐華大使垂秀夫，就七國集團外長以及歐盟外交與安全政策高級代表發表涉台錯誤聲明向日方提出嚴正交涉。鄧勵對日本伙同七國集團和歐盟發表涉台錯誤聲明，顛倒黑白、倒打一耙，替美國縱容佩洛西竄台、侵犯中國主權的錯誤行徑張目，無理指責抹黑中方，粗暴干涉中國內政，嚴重違反國際關係基本准則和中日四個政治文件原則，向國際社會發出嚴重錯誤信號，性質影響十分惡劣。中方對此堅決反對，予以強烈譴責。中华人民共和国驻美大使秦刚在《华盛顿邮报》撰文，重申中方反对佩洛西访台的立场。文章批评佩洛西乘坐美国军机高调访台，是严重违背一个中国原则、中美三个联合公报以及美方不与台湾发展官方关系的承诺，是极不负责任的挑衅和危险行为。
8月13日，驻印度大使孙卫东表示：“一个中国原则是中印关系的政治基础，是中国同包括印度在内的各国发展关系的根本前提。我们希望印方能像很多国家一样公开重申坚持一个中国原则”。
8月17日，中共中央政治局委员、中央外事办主任杨洁篪在天津与到访的日本国家安全保障局局长秋叶刚男举行了中日第九次高层政治对话，并向日方强调“台湾是中国领土不可分割的一部分”，“台湾问题事关中日关系政治基础和两国间基本信义”，并敦促日方“恪守四个政治文件和政治共识，与中方一道，增进政治互信，摈弃零和思维，妥善管控分歧。”秋叶刚男向中方重申了日本在台湾问题上的立场，强调台海和平与稳定至关重要。

#### 民主党派
8月4日晚，《新闻联播》节目播发中国国民党革命委员会中央委员会、中国民主同盟中央委员会、中国民主建国会中央委员会、中国民主促进会中央委员会、中国农工民主党中央委员会、中国致公党中央委员会、九三学社中央委员会和台湾民主自治同盟中央委员会八大民主党派發表的联合声明，重申对台的一贯主张，声明末尾提及“中国各民主党派作为中国特色社会主义参政党，有着热爱祖国和爱好和平的光荣传统，一直努力推动两岸关系和平发展，是国家主权安全发展利益的坚定捍卫者”，“我们坚决支持中国政府为捍卫国家主权和领土完整所采取的一切必要措施”。

#### 香港
特區政府、保安局、行政長官李家超、政務司司長陳國基、財政司司長陳茂波、律政司司長林定國、外交部驻港公署、全國政協副主席梁振英、前衛生署署長陳馮富珍、香港民建聯、新民黨、工聯會发文对佩洛西访问台灣表示強烈譴責。

#### 澳門
特区政府、外交部驻澳公署、立法會全体议员、澳區全体全國人大代表、澳區全體全國政協委員、婦聯、街坊總會、澳門民建聯、歸僑總會、中華總商會发表声明，反對並強烈譴責佩洛西訪台。

## 其他國反應

### 日本
據《朝日新聞》報道，內閣官房長官松野博一在8月2日記者會上稱，日本政府無法就佩洛西訪台一事發表評論。而外務大臣林芳正則重申中美關係穩定對國際社會極為重要。
冲绳县知事玉城丹尼表示，不希望看到中美之间出现霸权争端，认为这会让冲绳县居民卷入不安和危机之中，并希望中美双方能够冷静下来，重新建立政治互信。玉城丹尼還呼籲中國人民解放軍停止對台軍事演習。
8月5日，在金邊舉行東協外長會議之際，外務大臣林芳正與韓國外交部長朴振舉行30分鐘的雙邊會談，是臨時增加的行程。当日本外务大臣林芳正发言时，中華人民共和國外交部部长王毅和俄羅斯外交部部長拉夫罗夫同时离席。
8月5日，內閣總理大臣岸田文雄宣佈，內閣將在8月10日進行改組，自民黨內也將做人事調整。根據岸田文雄的解釋，是次內閣改組與台海局勢升溫有關。
8月5日，前內閣總理大臣鳩山由紀夫在Twitter上談及了自己對8月2日晚美國眾議院議長裴洛西訪問台灣的感受，他指出，在烏克蘭加入北約問題上，美國無視俄羅斯的不安，一味地向前推進北約東擴，導致烏克蘭成為引發戰爭的主要原因。美國不但沒有從烏克蘭戰爭中吸取教訓，反而在中國的台灣問題上再次重蹈覆轍，真是愚蠢至極。日本如果唯唯諾諾地跟著美國走，也會很愚蠢。

### 菲律賓
外交部表示，針對裴洛西可能訪問台灣，菲律賓正密切關注事態發展，美中「持續溝通非常重要，以避免任何誤判和緊張局勢進一步升級」，並發表《海峽兩岸關係發展聲明》，明確表示堅持一個中國政策，敦促相關各方克制冷靜。
8月6日，正在访问菲律宾的美国国务卿布林肯与总统小马科斯会面并谈话。小马科斯在谈话中表示理解美国方面对佩洛西访台的主张，但也强调菲律宾无法承受台海局势升级，台海局势需要保持冷静。
据菲律宾电视网报道，菲律宾在台社群与馬尼拉經濟文化辦事處举行視訊會議。一旦威脅局勢升高，该组织必須了解就撤離在台灣的14萬菲律賓移工之安排。駐台北菲律賓代表處证实，正密切观察台海局势，已备妥应变撤侨计划。馬尼拉經濟文化辦事處台北本處稱已经为在台移工备好临时应变和撤侨计划。
8月15日，驻美国大使罗穆亚尔德斯表示，菲美已签署“共同防御条约”，如果台湾爆发大规模战争，菲律宾会与美国同盟。

### 印度
政府在佩洛西访台事件发生后并未第一时间正式发表态度。8月12日，印度才首次对台海局势做出官方回应，敦促避免采取单方面行动改变台湾海峡现状，但并未直接提到一个中国原则。《铸币报》在报道中提到，虽然印度曾经声明过一个中国政策，但十多年来印度从未在公开场合或双边文件中重申过这一点。

### 马来西亚
外交部长赛夫丁阿都拉在接受媒体访问时强调，在佩洛西访台导致中美之间紧张局势后，大马正在密切关注台海事态发展，期盼各方尽可能用最好的方式非常谨慎地解决问题。马来西亚坚持一个中国政策，希望看到台海和平稳定得到维护。
8月19日，前首相莫哈末接受美媒訪問時，批評美國讓眾議院議長佩洛西等政客訪問台灣，藉此與中國大陸對抗，企圖在台海挑起戰爭。

### 英国
据《衛報》报道，下議院外交事务委员会计划派员在2022年11月或12月初訪問台湾。该报道援引未指明的消息来源说，代表团原定2022年春季成行，但因代表团一成员感染SARS-COV-2，致行期后推。路透社置评请求未获该委员会回应，也无法立即联系上中華民國外交部。报道称，访问是为表达英国对台湾的支持。
8月10日，英国外交大臣特拉斯召见了中華人民共和國驻英国大使郑泽光，要求对美国众议院议长访台后的反应作出解释。

### 德国
外交部部长表示：“我们不接受国际法遭破坏，也不会接受较大的国家违反国际法欺压较小的邻居。这也适用于中国”。
德新社引述知情人士报道，国会人权委员会10月底将派代表团访问台湾，这个代表团将由8位国会议员组成，涵盖德国朝野所有6个政党的议员。据了解，国会人权委员会原本规划2020年访台，但由于疫情因素取消访问。这次出访亚洲规划已久，代表团预计还将前往日本和香港。中華民國駐德代表謝志偉呼籲德國國會議長訪台。對此，德國外交部發言人薩斯表示，在“一中政策”的框架下，德國與台灣沒有外交關係，並指國會議長等7人的職位由於涉及主權，與台灣沒有接觸。
自民党议会党团副主席兰布斯多夫在接受德国媒体采访时说：“如果中国领导人习近平考虑攻打台湾，美国必须决定是否进行干预。一旦武统发生，它将产生灾难性的后果，包括对我们的经济。”他还表示，全球三分之一的半导体生产都来自台湾，并认为不要在俄乌冲突之外再出现台湾海峽兩岸之间的冲突才符合德国的利益。德国基督教民主联盟对外政策专家凯瑟维特表示，他担心中国对台湾的武力进攻比预想来得早。他说：“中国领导层可能会在提早行动中看到战略优势，因为西方大量能量被束缚在目前的乌克兰冲突中”。
基民盟主席梅尔茨认为，德国议员访台一向都是一个正确的决定，过去几十年德国一直都有派联邦议院代表团访台，今年并没有特殊理由不去延续这个过去几十年以来的传统。对于中德之间的经济依赖，梅尔茨表示自己一直对此种依赖持批评立场，德国有理由降低对中国大陆的依赖程度，并警告不应在原材料问题上对中国大陆形成依赖。此外他还提醒中国大陆对德国也存在依賴，因为中国大陆需要向德国销售原材料。

### 立陶宛
外交部部長藍斯柏吉斯发文表示，裴洛西把往台灣的大門敞開許多，他相信其他捍衛自由與民主的人士很快就會走過這道大門。

### 乌克兰
政府对佩洛西访问台湾一事基本保持沉默。但总统泽连斯基在其国情咨文中谈及世界各地紧张局势时称：“先是巴尔干，然后是台湾，现在也许是高加索……所有这些情况似乎都不一样，但这一切的原因不是别的，正是全球安全架构没有发挥作用，如果这种架构起效，就不会有这一切的冲突……结合现在全球的对立局面，尤其是巴尔干和台湾的冲突来看，世界应该制定出一种模式，以保证没有一个国家敢对另一个国家进行侵略”。

### 俄羅斯
俄罗斯批评美国选择访问台湾纯粹是具有挑衅性，更可能导致该地区的紧张局势加剧，并指责华盛顿选择了与北京的对抗之路。俄羅斯外長拉夫罗夫表示，俄罗斯不希望出现使台湾周边局势恶化的挑衅行为。克里姆林宫发言人佩斯科夫强调，俄罗斯在佩洛西访台一事上绝对声援北京，认为北京对佩洛西访台的态度是可以理解和绝对有道理的。外交部发言人扎哈罗娃在新闻发布会上表示，俄罗斯支持北京的一个中国原则，反对任何形式的台湾独立，并指责华盛顿几十年来没有解决过一个冲突，而是挑起许多冲突，正在给世界带来不稳定性。俄罗斯国家杜马第一副主席、俄罗斯联邦共产党中央委员会第一副主席梅利尼科夫称佩洛西的访问“显然具有挑衅性”，并“支持中国领导人和中国人民为维护国家主权和领土完整所做的努力”。国际事务委员会总干事科尔图诺夫在《消息报》发文称，佩洛西访台“将载入国际关系史的教科书”，认为若中美爆发军事对抗将重创全球经济，且“莫斯科无法在解决北京和华盛顿围绕台湾的争端中充当公正的调解人”。
佩洛西抵台后，外交部表示，裴洛西訪問台灣是明顯挑釁，北京有權採取措施保護主權。
8月16日，总统普京在出席第10届莫斯科国际安全会议时，批评美国访问台湾的冒险行为不仅仅是个别不负责任的政客的一次行程，更是美国有目的、有意识破坏地区乃至世界稳定的战略的一部分，是不尊重他国主权和本国国际义务的无耻表现，也是一场精心策划的挑衅。

### 巴拉圭
总统阿夫多发推文表示“在她遭受威胁的背景下，巴拉圭与中华民国站在一起”。他表示，台湾人的民主价值是区内和世界的示例。巴拉圭副总统的推文谴责对任何国家使用武力，大力支持这个“65年的盟友、民主灯塔和巴拉圭肉类主要市场”。

### 
總理龔薩福于8月7日至12日應邀訪台，他表示，此行是訪問42年的老朋友，呼籲解放軍停止在台海一帶所有軍演，不能以美國眾議院議長裴洛西訪台作為軍演藉口。
駐中華民國大使布羅德表示，總統卡蕬楚親自向他表示，雙方邦誼穩固，這不僅是對台灣的承諾，也是對美國的承諾，宏都拉斯與北京之間沒有直接往來。

### 其他
韩国、泰国、越南、吉尔吉斯斯坦、乌兹别克斯坦、埃及、哈萨克斯坦、塞尔维亚、斯里兰卡外交部皆表示坚持一个中国原则，希望台海局势尽快降温。
朝鲜、古巴、老挝、缅甸、柬埔寨、白俄罗斯、伊朗、叙利亚、卢森堡、刚果（布）、厄立特里亚、辛巴威、蒲隆地、南非、肯尼亚、埃塞俄比亚、委内瑞拉、尼加拉瓜、多米尼克、坦桑尼亚、阿联酋、卡塔尔、圣多美和普林西比、莫桑比克、苏丹、阿富汗、塞浦路斯、塔吉克斯坦、斐濟、阿根廷的政府相關部門或其负责人发文反對佩洛西訪台。
阿根廷、刚果（金）、阿尔及利亚、伊拉克、伊朗、叙利亚、古巴、津巴布韋、委內瑞拉、加納、莫桑比克、摩洛哥、沙特阿拉伯驻华使节对佩洛西访台表示反对态度。
全球各國共產黨黨部、社會主義相關組織，紛紛表態坚定支持一个中国原则。另在歐洲、東南亞、南亞、非洲、南美洲偏左翼派政要人員亦反對訪台並支持一个中国原则。
中華民國外交部表示，有超过40国的行政及立法部门声援中華民國，包括友邦和理念相近的友台国家，大部分是中美洲國家或太平洋岛国；唯一的欧洲邦交梵蒂冈未有发声。中华人民共和国外交部发言人汪文斌在例行记者会上表示，已经有170多个国家谴责佩洛西访台是严重的挑衅，并表示将坚持一个中国原则，支持中国维护国家主权和领土完整。

### 國際組織

#### 联合国
秘书长发言人杜加里克在8月1日午间例行发布会上被问及佩洛西访台一事時表示“对于佩洛西女士可能会去哪里，我不予置评。这不是我们被告知的事情。显然，我们总是呼吁任何国家在处理彼此的关系时保持冷静”。8月2日，杜加里克在回答记者提问时表示，联合国在这个问题上的政策，遵循1971年联合国大会关于一个中国的第2758号决议。联合国秘书长古特雷斯在8月3日回答佩洛西访台的相关问题时重申，联合国将继续尊重一个中国政策以及上述决议。

#### 阿拉伯国家联盟
阿联表示其坚定奉行一个中国原则，支持中国维护国家主权和领土完整。

#### 东南亚国家联盟
东盟十国外交部部长在金边举行的会议上发表联合声明，就解放軍准备在台湾海域进行大规模军事演习，重申东盟国家支持一个中国政策，敦促保持克制和不要采取挑衅行动。

#### 欧盟
出席东盟十国外交部部长金边会议的外交政策负责人博雷利谴责北京对国家立法者例行旅行的反应是没有理由的。

#### G7
加拿大、法国、德国、意大利、日本、英国和美国等七國集團的外长，以及歐盟外交和安全政策高級代表于8月3日共同发表声明，对北京宣布的军演和对台湾的经济胁迫表示担忧，敦促北京不要以武力单方面改变地区现状，而是通过和平方式解决两岸分歧。声明也强调，各国的「一个中国政策在適用的情況下没有改變，關於台湾的基本立场也没有改变」。隨後，美國國務卿布林肯、日本外務大臣林芳正、澳洲外交部長黃英賢在8月5日召開戰略對話，再次就臺海當前情勢、一中政策在適用情況下沒有改變等議題發表聯合聲明。

## 报导及舆论

### 分析和评论
多家媒體分析认为，武力统一台湾的时机尚未成熟。习近平需要巩固控制权，顧及經濟與政局穩定，可能不會有過激反應，以免局勢演變成危機，影響中国共产党第二十次全国代表大会的召开。评论认为，北京不会采取军事行动，而且北京的反制措施可能十分有限，并认为佩洛西访台将象征北京方面外交的失败。《南德意志报》发表分析文章指出，如果两岸真的开战，中国将会彻底跌入危机的深渊。法國《费加罗报》引述國防安全研究院副研究員李哲全的观点称，北京這次操作主要是為了轉移國內不滿，例如對於疫情和經濟的不滿。政治学者陈道银认为，北京试图重新定义“一个中国”，中方的原则定位明显与西方社会政策有分别。悉尼科技大学政治学教授冯崇义表示，北京的「一个中国原则」已得不到西方国家支持，恐怕会有被西方孤立的危机。分析人士稱，香港当局针对此事的声明，一切紧跟北京的政治表态，可能引起台湾人对一国两制的负面印象，认为将来与中国大陆的谈判完全没有空间。
有媒體分析，認為在三权分立原则下，美國國會是一個獨立立法部門，行政部门没有权力阻止佩洛西访台。有分析認為此行发出重要信息，即支持这个受到威胁的民主岛屿，谴责独裁的态度；此行可以确立和强化美国在亚洲地区的稳定力量，能提升美国在亚太地区的利益；但认为她此行，会让北京加大对台湾的压力，美国政府要降低此行导致的短期损害，长远要加强应对北京对台的施压。有評論认为，中國大陆一直試圖在外交上孤立台灣，並反對台北政府與外國官員之間的交流。北京擔心未來的類似訪問常態化，使美國更加鞏固與台灣之間的關係。佩洛西对台湾的高调访问至少从公关的角度是成功的，她的到访提升了台湾的全球知名度，提高各国政治人物访问台湾的必要性。
另一部分媒體分析，佩洛西此行可能会加剧美中关系的不稳定和冲突，也会打击美国政府的威望，打破台海和平現狀，此行可能会发展为古巴导弹危机的21世纪版本；认为佩洛西不该在此时访问台湾，建議可以推遲。有評論指出，此行是对北京的不必要挑衅，也是给北京领导人机会，把中國大陸內部的问题和争议转移至台湾身上，也破坏美国与亚洲盟友的努力；評論认为习近平可能利用这次事件，游说党内元老，让他顺利在中共二十大上连任；二是他抓住时机，实施军演，将台海的掌控变成常态。民主黨弗里德曼表示，佩洛西的访台计划“无比鲁莽、不负责任”。欧洲议会议员华莱士表示，佩洛西此行完全是“自我推销”，严重破坏地区和平。新加坡前外交部部長杨荣文表示，此行是是美中雙方「精心策劃的緊張關係」。他表示任何一方都不願真的開打，中美在經濟方面的競爭升溫，在科技上脫鈎是無法避免的。曾任美國外交官的基辛格在接受採訪時則稱，擔心中美正在走向一場危機，建議華盛頓保持穩健，“對於那些似乎會改變基本框架的行為，應該非常小心”。庆熙大学中文系教授朱宰佑认为此行，華盛頓在政治外交上取得胜利，北京则在军事上取得胜利。
國際投行高盛的一份報告指出，近期兩岸貿易限制對於台灣GDP影響預計小於0.1%，但前提是兩岸貿易中斷僅限於沒有廣泛供應鏈聯繫的可選擇性非技術產品。假設兩岸貿易出現廣泛持久的中斷，如貨物運輸中斷，則可能對台灣經濟造成高度損害，並在全球產生巨大影響。高盛強調，科技產品主導兩岸貿易，貿易廣泛中斷將對全球科技供應鏈造成重大破壞。另據估計，台灣對大陸貿易敞口佔其GDP的12%，與許多東協經濟體相當，但低於馬來西亞。

### 台灣

#### 民间舆论
據《纽约时报》報導，许多台湾人对中国大陆的威胁日益感到厌倦，渴望得到美国的支持。许多民眾對台湾的民主和经济成功引以为傲，他們認為佩洛西的到访代表台湾受到国际重视。不过，仍有台湾民众担心踩到大陸的红线，不希望两岸发生军事冲突，並有部分台湾人抗議佩洛西的到访。中華民國文化部部長李永得在節目《齊有此理》訪問时表示，任何一个民主國家總會有不同的聲音，也指出北京在台灣也培養了一些勢力。
《香港01》觀察到，在8月1日有媒體報導佩洛西訪台行程、住宿處等細節前，臺灣輿論對裴洛西訪問「無感」，也有民眾不知道佩洛西是谁。陳之漢也发表了类似观点。台灣世代智庫執行長陳冠廷表示，過去幾十年來，大陸對台灣的軍事威脅已成為「背景噪音」。他指出在壓力下台灣人民最好應對方式是繼續日常生活。儘管台海局勢升級，據德國之聲觀察，台灣民心沒有太大浮動，所有商業活動及民眾的旅遊都照常運行。即便稍早傳出解放軍军機飛近海峽中線、廈門航空調整福建航班，或是台灣百家食品進口遭陆方禁止進口，台灣民間都沒有太大的反應。

台灣團結聯盟歡迎裴洛西議長率團訪臺的看板
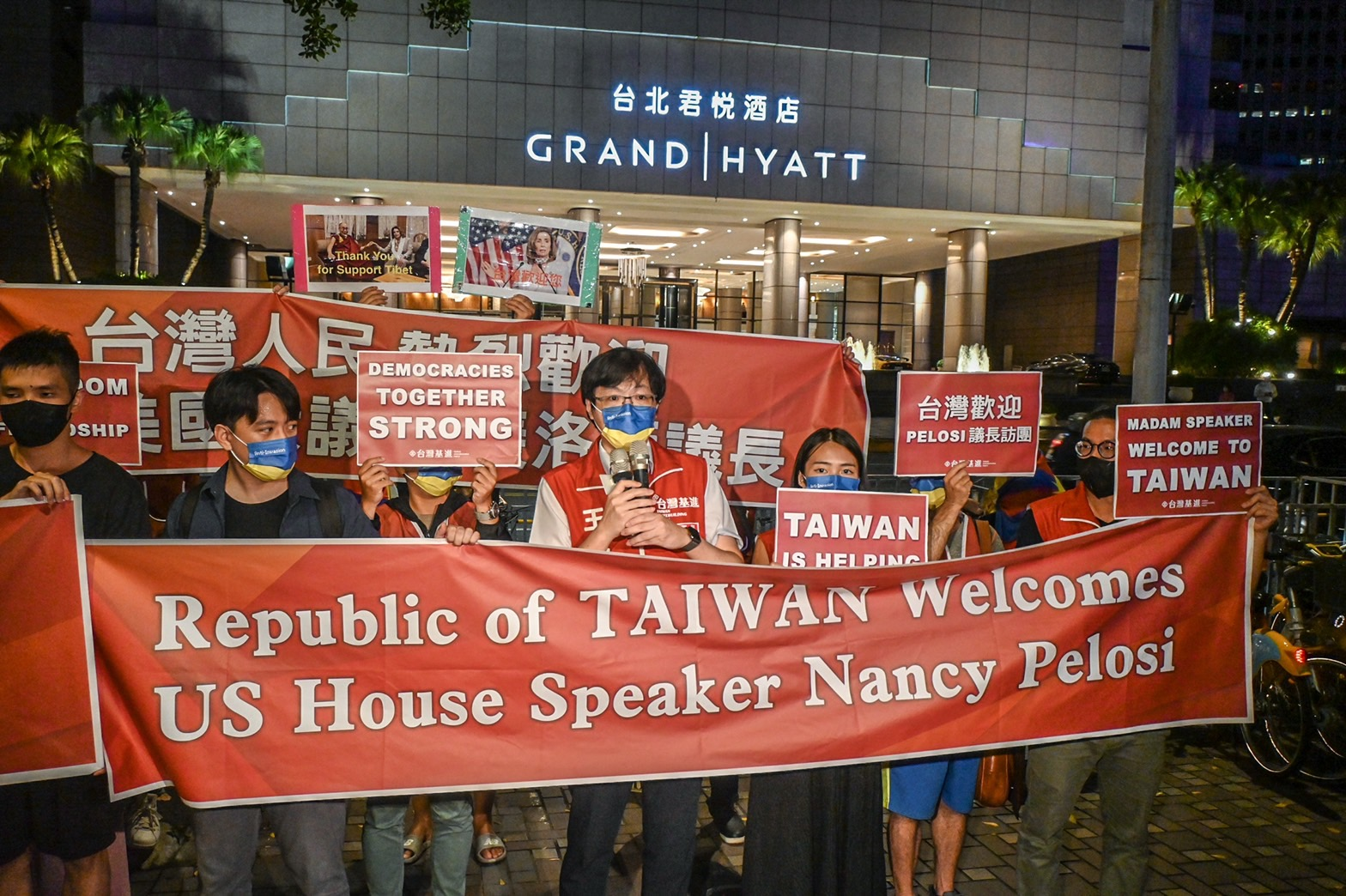
台灣基進秘書長等於裴洛西議長抵臺當晚至台北君悅酒店外歡迎
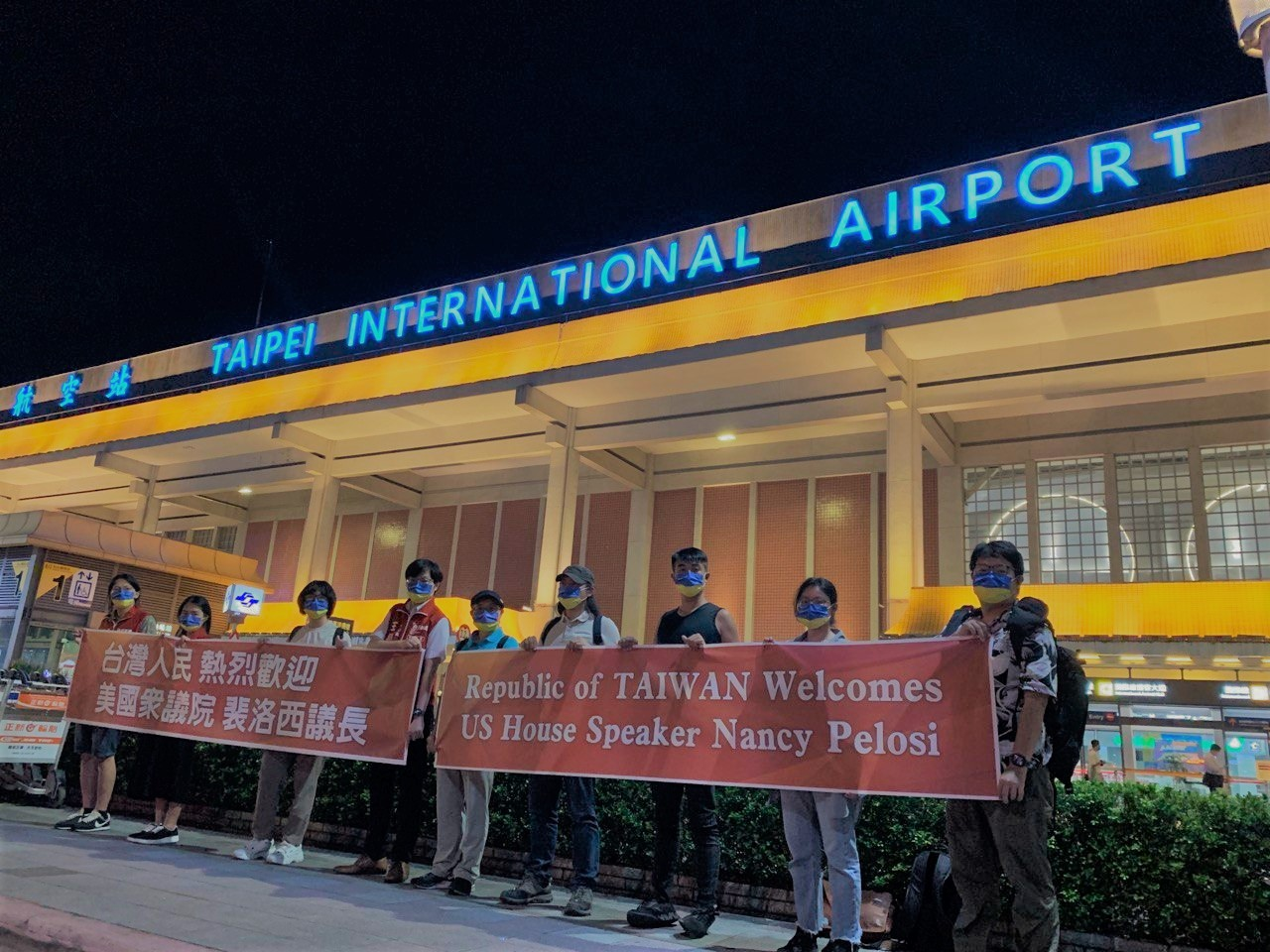
台灣基進於2日晚間在臺北國際航空站外歡迎
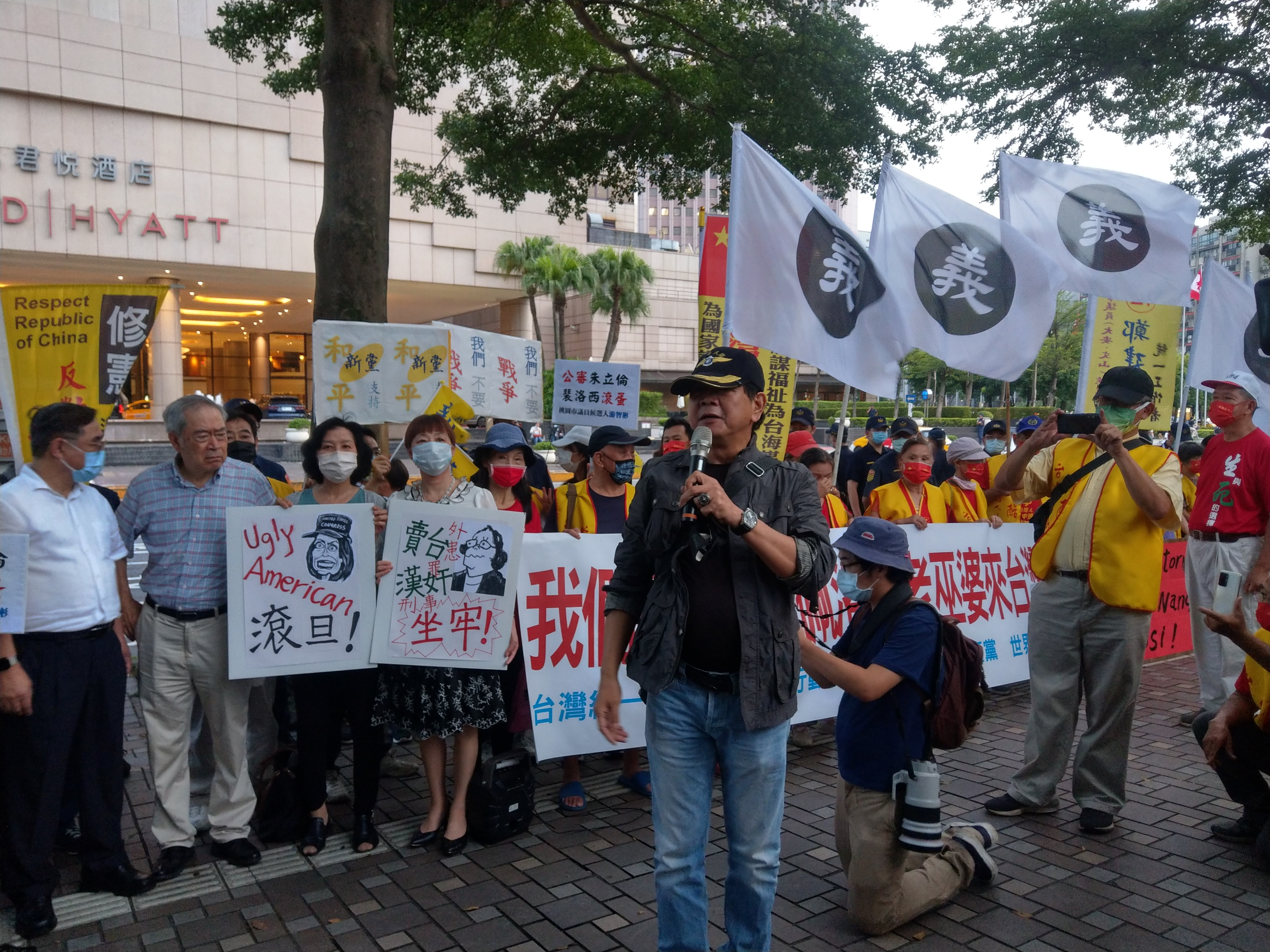
中華愛國同心會在佩洛西將下榻的台北君悅酒店对面示威
- 新黨與統促黨等抗议佩洛西访台

台灣團結聯盟秘書長、前立法委員周倪安表示言必稱「台灣」而非「中華民國」的裴洛西議長與美國是來相挺台灣人民不屈不撓堅守民主國家陣容。黨主席、前國大代表劉一德則明言裴洛西此次訪問亞洲的主要行程就是來台灣、美國不是被共匪嚇大的，中國武嚇只是讓臺灣議題更加國際化，但臺灣應做好包括恢復徵兵及武裝民防在內的準備。
台灣基進於官方臉書表示，裴洛西訪台顯示美國對盟友的保證，文中指出「裴洛西本次訪台，不僅破除中國指手畫腳的威逼，展現力挺民主價值、深化台美關係的決心，也確實以『行動是最有力的語言』打臉中國國防部」，同時亦稱抗中同盟促使台美關係邁向正常化並表示「事隔25年，美國再度以行動證明，中國共產黨無法干預美國官員的出訪行程。背後代表的意義，正是抗中民主同盟的夥伴關係，促使台美合作交流的深化」。
8月2日晚9時起，台北101點燈对佩洛西的访问表達歡迎，點燈內容包含「堅定支持台灣」、「美台友誼永固」等。並有大批人潮在松山機場附近觀賞飛機抵台。臺灣人權團體、藏人行政中央驻台代表对裴洛西访台表达期待，盼有更多人权议案在美国国会受到重视。在台藏人福利協會、西藏台灣人權連線成員则舉着雪山獅子旗，对裴洛西访台表示支持。
訪台期間，新黨、中華統一促進黨、中華愛國同心會、世界华人保钓联盟、臺灣人民共產黨、台灣統一義勇軍、藍天行動聯盟等團體，针对佩洛西访台举行了抗议活动。新黨主席吳成典呼吁共同反对佩洛西访台的人站在一起。台湾多个统派社团发表声明，表示反对“台独”分裂活动，维护“九二共识”，拒当美国“棋子”。
台積電董事长劉德音表示，若是以武力夺取，台积电将会停摆，也将导致中國大陸经济混乱。联华电子前董事长曹興誠表示裴洛西訪臺彰顯台灣不屬中共管轄範圍，任何人都可以自由來臺灣訪問。他宣布捐30亿元新台币，喚醒大家在認知戰、心理戰和輿論戰等加強國防戰備，並抨擊「中華人民共和國是一個仿冒成國家形式的黑社會組織」，呼籲民眾要和統派人士劃清界線。台灣美國商會表示，佩洛西訪台具重要意義，同時更加重視經貿關係，也符合台灣和美國的最佳利益。据《财富》报导，財政部統計處處長蔡美娜表示，由於兩岸經濟高度聯繫，大陸對台施加限制不太可能對台灣產生重大影響，由於彼此經濟關係的高度依賴，評估大陸對臺企實施更嚴厲制裁的可能性很低。
新党主席吴成典提出“台灣海峽和平方案”，內容包括台灣海峽由兩岸共同管轄，所有民用船隻和航空器由原有航道自由通行；兩岸軍機、軍艦依台灣原認知的“海峽中線”（可用經緯定義）規範，雙方各不逾越；美日及外國軍機、軍艦不得進入台灣海峽，雙方在各自範圍內負責驅離。《兩岸會談的重現與省思：九二共識三十週年》座談會上，淡江大學兩岸關係研究中心主任張五岳提議，可將兩岸表述為非“國與國”關係、非一國內部中央與地方關係等“負面表列”，不失為解套良方，亦能顧及兩岸各自的法律與政治現實。中國文化大學社科院院長趙建民警告，當台灣在台美關係中取得進展之後北京往往會對華盛頓強力施壓促其讓步，最後犧牲的是台灣的權益，不能排除接下來會出現“中美第四個公報”，台灣必須找出化解兩岸非和平衝突的辦法。中華民國前總統馬英九表示，兩岸已有6年完全沒有来往，是非常危險的事情，不能將所有發言權都放在美國那一邊。

#### 民意調查
中華民意研究協會（兩岸民意與政策研究中心）發佈8月3日至5日民調，結果顯示53.7％受訪者認為裴洛西訪台有助台美實質關係，7.4％認為沒有幫助。47.7％不認同裴洛西訪台「只對執政黨有利，一般民眾根本沒有感覺」的說法。46.9%認為佩洛西訪台事件美國是贏家，20.7%認為台灣是贏家；41.2%認為佩洛西訪台事件台灣是輸家，32.4%認為大陸是輸家；60.1%不擔心兩岸會有進一步軍事衝突，僅34%表示擔心；64.4%認為台灣無法靠自己的力量阻止解放軍佔領台灣，僅22.4%有信心；74.7%支持中華民國國防部研擬的“恢復徵兵制”，並將義務兵役延長為一年，僅12.8%反對。
臺灣民意基金會在8月8日至9日進行「裴洛西訪臺、中國軍演與臺灣民意」調查，結果顯示有53%受訪者歡迎裴洛西來訪，24%不歡迎，23%沒意見、不知道。52.9%不因裴洛西訪臺引發中共大規模軍演而後悔，34%認為早知道就應該拒絕。78.3%不害怕中國發動大規模實彈軍演恫嚇，僅17.2%害怕。12.3%認為在中共大規模軍演後非常可能隨時對臺發動戰爭，26.7%認為還算可能，36%認為不大可能，16.7%認為一點也不可能，8.4%沒意見。55%認為這次中國大規模軍事威懾行動會減弱臺灣人和中國統一的意願，約18%認為會增強，12%認為毫無影響，19%沒意見、不知道。81.6%不贊成中共所堅持的「一個中國原則」，僅8.8%贊成。20.8%對蔡英文所領導的國安團隊能力非常有信心，25.1%還算有信心，15.3%不太有信心，27.8%一點也沒信心，6.1%沒意見，4.9%不知道、拒答。
陸委會委託國立政治大學選舉研究中心在8月10日至14日進行民意調查，結果顯示有88.7%受訪者不認同中共對臺灣資安侵擾、散布假訊息；82.6%反對暫停農漁產品、食品進口及天然砂出口。88.3%反對共軍機艦在臺灣周邊軍演及發射導彈等挑釁行為；80.8%認為中共對臺灣政府不友善，66.6%認為中共對臺灣人民不友善。86.1%主張「廣義維持現狀」；84.7%認為臺灣的未來及兩岸關係發展要由臺灣2,300萬人決定，反對中共白皮書所稱的「一個中國原則」，及以「一國兩制」將臺灣視為地方政府與特區。76.2%反對中共稱臺灣是其一部分；77.7%主張「中華民國與中華人民共和國互不隸屬」是臺海客觀現狀；77.8%不贊成中共制裁臺獨頑固份子、關聯機構及企業。

### 中国大陆

#### 媒体反应
虽然北京以强硬姿态反对佩洛西访台，但是官方媒体仍然低调。訪台前期，《人民日报》及《解放軍報》对台海局势只字未提，只提及加強中美關係溝通 及习近平强军思想。央视亦播出習近平日前講話，提到堅決維護台海和平穩定；且在央視軍事發布影片展示軍事實力，公開世界上第一款具备初始作战能力的高超音速武器——东风-17發射的畫面，和9架轟-6K戰機同框的罕見畫面，並提及巡航台海。
佩洛西抵台後，央視新聞《午夜新闻》《朝闻天下》等均以较长篇幅抨擊裴洛西訪台。《人民日報》、新华社對祖國統一表達堅定立場。中共浙江省委宣传部发布文章，引用毛泽东的话“你打你的，我打我的，以我为主”，认为台湾问题不可能靠意气用事解决。部分媒体引述专家分析称，解放军军演将常态化，且势必穿过臺灣海峽中線，可以进一步使用战术压缩台灣当局空间；军演会确保中外船舶的通过，不伤及平民。反制措施也应是针对佩洛西个人和美国政府的外交、经济等领域等。《人民日报》发表文章，稱解放军军事行动，是针对美方對台行為采取的严正震慑，是对“台独”的严重警告；並引述中國人民大學兩岸關係研究中心主任王英津，称強化制裁「台獨」可從實施一般懲戒變為刑事追責，且終身有效，也可依法進行缺席審判。新华社、《光明日报》均發表長文，批評指控佩洛西訪台，並指其必將受到歷史公正的審判；批評佩洛西固守“冷战思维”与意识形态偏见的狭隘政客，而與之主导的政府必然是失败的。中国国际电视台推出新闻专题片《起底“蔡氏骗局”》，该专题片将蔡英文批为「去中国化」的小丑、愚蠢的卖国者，并警告蔡英文玩火者必自焚。8月17日，官媒《人民日報》以「究竟是誰在改變台海現狀」為題再發表評論文章，批評美國蓄意改變台海現狀，卻顛倒黑白稱「台灣40多年來的現狀改變來自中國，而不是美國」。
美国之音总结道，中国大陆官方媒体撰写了数十篇有关佩洛西的文章，称这位30年来一直批评北京的美国政治人士自私任性，她的台湾之行注定被扫进历史的垃圾堆。这些报道，突显了这些官方媒体如何反映中国大陆当局在各个问题上的世界观。有学者表示，佩洛西对台湾的访问为中国大陆当局提供了相对较高的宣传价值，可能会被中国大陆当局视为一个影响核心议题叙事的机会。

#### 民間輿論
《环球时报》前总编胡锡进在微博上威胁说，如果佩洛西访问台湾，中国大陆可以采取报复措施，包括向俄罗斯出售武器，大规模增购俄罗斯石油和天然气等。访台前，胡锡进在推特上表示希望中国人民解放军把裴洛西的访台飞机打下来。其推特账号也因此被短暫封锁，在其删除推文后解封。即後他再次強調台海的紅線踩不得，誰踩了必遭非常強烈的報復，並稱佩洛西未來會被定义为历史罪人，将军事摩擦扩大为台海战争。訪台當日，胡锡进发文表示“佩洛西窜台得逞了”，解放軍的演習規模和陣仗將超過1996年的台海危機，佩洛西開啟了中美圍繞台海高強度博弈的時代，北京将堅決並從容應戰。有观点认为胡锡进的煽動性言論，助漲中国民族主义情绪，並造成輿論激烈反噬。另外胡锡进点赞了其与佩洛西的合成结婚照，有人认为此行为十分低俗。
8月1日，中国大陆对于佩洛西訪台相關舆论迅速降温，涉及台灣的話題跌出新浪微博前50名熱搜。不过8月2日，与佩洛西访台相关的多个话题重新登上新浪微博热搜。在微博等社交平台上有大量挺战言论，但也有网民认为此次官方宣传调门过大、反应过于激烈。佩洛西抵台后，有许多网民对于中华人民共和国政府没有展示出预期的强硬举动（如伴飞甚至击落佩洛西的专机）而感到不满与失望。有网民嘲讽中华人民共和国政府与解放军道：“别炸鱼了，拿钱做核酸，看钱打水漂，我心疼”，也有嘲諷其为“紙老虎”或中国男足者。更有民眾行為失控。还有大陆居民以各种形式在政府驻地抗议；也有人到美国领事馆门前抗议；也有网友联系近期中国大陆热点事件对此事进行调侃。许多民眾對外交部表達格外不滿；而相对的，也有民眾对大陸当局表示理解。针对民眾反应，华春莹稱，相信中國人是理性愛國的，對自己的國家及政府堅定維護國家主權和領土完整充滿了信心。
直到围台军演消息发布后，批评政府的舆论氛围开始有了一些缓和，不少人转而叫好官方所采取的行动。军演的消息很快在社交媒体上掀起热烈讨论。由官媒人民日报在微博发起的“#完全有决心有办法有能力维护国家统一#”标签，至8月11日上午的浏览次数达8亿次；人民日报海外版旗下账号“侠客岛”发起的“#即便台海爆发冲突美国也没胜算#”达4.5亿次；由央视新闻发起、声称打台湾牌必败的“＃且看秋后蚂蚱还能蹦跶几天＃”，也有9636.9万次的浏览量。不过，也并非所有人都买账用“军演”换取“佩洛西访台”。“央视军事”微博在转发军演消息后，也有大批网友留言批评“要嘛就打，要嘛闭嘴”、“马后炮，有用吗？”、“能学学大毛吗？说打就打”、“打空气有用呀？洗洗睡吧”。8月5日，许多人对解放军宣布实弹发射训练结束感到意外。
许多兩岸三地的艺人发文表态支持“一个中国”原则。也有艺人因没有表态或表态不够被网民指责。
全國台灣同胞投資企業聯誼會发表声明，称在当前两岸关系本就紧张的背景下，佩洛西的访台行程严重破坏两岸关系和中国和平统一进程，损害台湾民众的切身利益。厦门台商协会会长吴家莹表示，他本人坚决反对访问台湾，坚定不移地做两岸关系和平发展的促进派。工聯會香港立法會議員鄧家彪及陸頌雄等4人以及部分市民到中環花園道的美國駐香港總領事館抗議，譴責佩洛西的訪台活動，稱她「一意孤行竄訪台灣，粗暴干涉中國內政」。

#### 网络审查
《佩洛西治好了中国的精神内耗》一文因“涉嫌违反相关法律法规”而被删除。多个官方媒体的微博账户主动开启了评论精选，致使用户的评论无法即时可见。

#### 產品抵制
另外，有网民发现玛氏士力架在海外活动中将台湾定位为国家，与韩国、马来西亚并列，引发争议。8月5日，玛氏公司和士力架發布声明深表歉意，并稱已第一时间核查与调整其官方网站、官方社交账号。也有网民发现调味品生产商海天味业员工在其个人微信朋友圈发文称“为了庆祝她成功落地，所有主播佣金拉满最高机制，赔本干”，被认为是在影射佩洛西访台。8月6日，海天味业表示其发布的不当内容与企业价值观不符，“伤害了中国人民的感情”，已解雇该员工，并按照相关法律法规配合有关部门进行后续处理。海天味业与海天酱油官方微博不久后因“违反相关法律法规”被微博平台禁言。

#### 地圖徵集活動
8月5日，大陆网民發現，在百度地图、高德地图等应用程序中搜索“台湾省”，可以显示完整的台湾地图，且精准到街道、红绿灯和路边店名。由于大批网民跟进搜索，百度地图一度當機，但也有人直言其实一直以来都可以看到台湾地图。《環球時報》隨即于8月7日至8月25日發起徵集活動，與微博科技、微博熱點、百度及百度地圖共建台湾省實景地圖圖片，鼓勵網友曬出台灣實景照並附帶位置發布微博。網上引起對台灣美景美食的熱議，指出台灣的地圖上很多道路都是以大陸城市和景點命名，貼出在台灣的北京炸醬麵、山西刀削麵及武漢熱乾麵店的相片等，並威嚇稱「台灣是祖國的寶島」、「解放台灣」等。
隨後，中华人民共和国外交部发言人华春莹在推特上发文称「百度地图显示，台北共有山东饺子馆38家、山西面馆67家。味觉不会欺骗。台湾一直是中国的一部分，失散多年的孩子终将回家」。该推文配有百度地图在台北检索山西刀削面和山东饺子馆的照片。有网民留言反驳“Google Map显示，北京共有肯德基18家、汉堡王19家、星巴克19家。味觉不会欺骗。中国一直是美国的一部分”“大洛杉矶地区有饺子馆29家、面店89家，根据华春莹的理论，大洛杉矶地区应当是中国的一部分”。美国国务院前发言人奥塔格斯在个人推特稱“中国有超过8500家肯德基，中国是肯塔基州的一部分”。台灣網民表示不認同用山西麵館數量來定義兩岸同屬一中的說法，認為根本強詞奪理。
8月9日，百度地圖上線京台高鐵線路圖，顯示京台高鐵起點為北京南站，經廊坊、天津、滄州繼續向南，在台灣設高鐵新竹站，終點為高鐵臺北站。此外，搜索北京到台北的駕車路線，還有“兩岸未來通行路線——台海大橋（已規畫），當前路線僅供查看”的提示。在上線路線圖後，有網友在微博、抖音等網路平台重播網路歌曲《2035去台灣》。有網路公司產品經理表示，這並非政府規劃更新，只是一個商業地圖更新。大陸網路公司緊跟熱度，開發高鐵到台灣功能。

### 其他地区
多个海外华人团体支持或反对佩洛西访问台湾。
据新华社报道，俄罗斯总统新闻秘书佩斯科夫、巴基斯坦国际法专家沙德、埃及开罗美国大学政治学教授贝吉尔、《菲律宾星报》专栏作家李天荣、印度尼西亚智库亚洲创新研究中心主席苏尔约诺、柬埔寨贝尔泰国际大学资深教授马修斯、美国《全球策略信息》杂志社华盛顿分社社长琼斯、津巴布韦泛非通讯社总编辑肖克、西班牙共产党主席森特利亚、贝尔格莱德平等世界论坛主席约万诺维奇、柬埔寨皇家科学院国际关系研究所所长金平、土耳其亚太研究中心主任乔拉克奥卢、几内亚比绍政治学家卡萨马严厉批评了佩洛西对台湾的访问。中華人民共和國駐俄羅斯聯邦大使館表示，俄罗斯“统一俄罗斯党青年近卫军”组织近400名成员聚集在该使馆门前抗议佩洛西访问台湾。
平克·弗洛伊德前主唱罗杰·沃特斯表示，中国没有包围台湾，“台湾是中国的一部分，自1948年以来整个国际社会完全接受了这一点，如果你不知道，说明你读书读得还不够。去读读书吧。”澳大利亚战略政策研究所副主任史德礼，借用其乐队的一张专辑讽刺道“沃特斯显然一直生活在《月之暗面》”。